# Tradescantia poelliae
Tradescantia poelliae är en himmelsblomsväxtart som beskrevs av David Richard Hunt. Tradescantia poelliae ingår i släktet båtblommor, och familjen himmelsblomsväxter. Inga underarter finns listade.